# Nowonazarowka
Nowonazarowka (ros. Новоназаровка) – wieś (ros. sieło) w południowo-wschodniej Rosji, terytorialnie i administracyjnie należąca do rejonu biełogorskiego, w obwodzie amurskim. 
Według danych statystycznych z 2016 roku wieś zamieszkiwało 43 mieszkańców. 